# Tasca parodontale
Per tasca parodontale si intende quello spazio che si viene a creare tra dente, gengiva e osso qualora a seguito di una malattia parodontale l'osso vada incontro ad un riassorbimento.
Ciò determina la formazione di uno spazio in cui tartaro e placca batterica principalmente di tipo anaerobio trovano maggiore riparo dalle procedure di igiene orale domiciliare, perpetuando la loro azione di riassorbimento osseo fino alla mobilizzazione dell'elemento dentario ed, evento ultimo, alla sua perdita.